# Coalizione di centro-sinistra alle elezioni politiche in Italia del 2022
La coalizione di centro-sinistra alle elezioni politiche in Italia del settembre 2022 è stata una coalizione che comprendeva quattro distinte formazioni politiche che raggruppavano ideologie di centro e centro-sinistra fino a quelle di sinistra:
- Partito Democratico - Italia Democratica e Progressista di Enrico Letta;
- Alleanza Verdi e Sinistra di Angelo Bonelli;
- +Europa di Emma Bonino;
- Impegno Civico di Luigi Di Maio.

## Storia
Il 14 luglio 2022 il Movimento 5 Stelle ha deciso di non votare la fiducia al DL Aiuti del governo Draghi, in polemica con la scelta dell'esecutivo di inserire nella norma il finanziamento del termovalorizzatore di Roma. Il Presidente del Consiglio Mario Draghi, constatato il venir meno del patto di fiducia tra le forze politiche che avevano sostenuto il governo di unità nazionale, ha rassegnato le dimissioni nelle mani del Presidente della Repubblica Sergio Mattarella, che le ha respinte, rinviando Draghi alle Camere.
Il 20 luglio, al Senato della Repubblica, in seguito alle comunicazioni del Presidente del Consiglio, il governo ha deciso di porre la fiducia sulla mozione presentata da Pier Ferdinando Casini, che chiedeva di proseguire secondo le indicazioni di Draghi. Il Movimento 5 Stelle, tuttavia, ha deciso ancora di non partecipare al voto, ritenendo di non aver ottenuto le risposte chieste al Premier nelle sue comunicazioni. Scelta analoga è stata presa dalle forze del centrodestra partecipanti al governo, ovvero Lega, Forza Italia, Noi con l'Italia e Unione di Centro. Visti gli esiti del voto di fiducia, il Presidente del Consiglio ha confermato le proprie dimissioni nelle mani del Presidente della Repubblica, il quale ha sciolto le camere e indetto nuove elezioni il 25 settembre 2022.
In vista dell'appuntamento elettorale il segretario del PD Enrico Letta ha avviato quindi le trattative con altri partiti dell'area di centro-sinistra per costituire una coalizione. Il 29 luglio è stata quindi annunciata la costituzione di una lista unica tra PD, Articolo Uno, PSI e DemoS.
Il 2 agosto è stato raggiunto un accordo programmatico tra Azione, +Europa e il Partito Democratico. Il 6 agosto Europa Verde e Sinistra Italiana, federate nella lista Alleanza Verdi e Sinistra, hanno raggiunto un'intesa con il PD; nella stessa giornata si è unito ufficialmente alla coalizione anche Impegno Civico. A seguito dell'ingresso in coalizione di AVS e IC, però, il leader di Azione Carlo Calenda ha deciso di ritirarsi dalla coalizione. +Europa, fino a quel momento federata con Azione, ha invece deciso di mantenere l'accordo raggiunto con il centro-sinistra, di conseguenza rompendo la federazione con il partito di Calenda.
L'11 agosto viene presentata la lista Italia Democratica e Progressista, composta da PD, Art.1, PSI e DemoS a cui si aggiungono anche Radicali Italiani, Movimento Repubblicani Europei, Volt Italia, Emilia-Romagna Coraggiosa, Centristi per l'Europa e, in un primo momento, i Moderati, che però abbandonano l'alleanza durante la definizione delle liste nei collegi plurinominali.
Il 17 agosto viene ufficializzato l'ingresso del Team K nella coalizione di centro-sinistra, con la candidatura di alcuni suoi esponenti nei collegi uninominali del Trentino-Alto Adige e nelle liste plurinominali di +Europa.
Il 20 agosto viene ufficializzato che nella circoscrizione Valle d'Aosta della Camera e del Senato si presenta una lista unica denominata Vallée d'Aoste costituita da Union Valdôtaine, Alliance Valdôtaine-VdA Unie, Stella Alpina, Partito Democratico e Azione - Italia Viva, quest'ultima nonostante a livello nazionale presenti una lista autonoma distinta dalla coalizione di centrosinistra. Lo stesso giorno i Radicali Italiani annunciano che non inseriranno i proprio candidati in una lista, limitandosi a dare indicazione di voto per la coalizione di centro-sinistra.

## Programma
La coalizione propone di introdurre un salario minimo obbligatorio e la parità salariale tra uomini e donne. Propongono anche di introdurre delle politiche per salvaguardare l'ambiente, affitti più bassi, un mese di stipendi in più con la riduzione delle tasse sul lavoro, l'introduzione dello ius scholae, la costruzione di 500.000 alloggi popolari, scuola dell'infanzia obbligatoria e gratuita, più medici di base, abolizione degli stage extra-curriculari, energia rinnovabile e diritti civili.

## Composizione

### Presenti nella scheda elettorale nazionale
| Partiti | Partiti                                                          | Ideologia                   | Collocazione             | Leader         |
| ------- | ---------------------------------------------------------------- | --------------------------- | ------------------------ | -------------- |
|         | Partito Democratico - Italia Democratica e Progressista (PD-IDP) | Progressismo                | Centro-sinistra          | Enrico Letta   |
|         | Alleanza Verdi e Sinistra (AVS)                                  | Ambientalismo Ecosocialismo | Centro-sinistra/Sinistra | Angelo Bonelli |
|         | +Europa (+E)                                                     | Liberalismo Europeismo      | Centro                   | Emma Bonino    |
|         | Impegno Civico (IC)                                              | Centrismo                   | Centro                   | Luigi Di Maio  |

### Presenti in Valle d'Aosta e Trentino-Alto Adige
- Vallée d'Aoste (nella circoscrizione Camera e Senato della Valle d'Aosta)
- Alleanza Democratica per l'Autonomia (in 3 dei 6 collegi della circoscrizione Trentino-Alto Adige del Senato)[17]
- Democrazia Ambiente Futuro (solo nel collegio senatoriale di Bolzano-Bassa Atesina del Trentino-Alto Adige)

### Partiti non presenti sulla scheda elettorale
- Partito Democratico (in PD-IDP);
- Articolo Uno (in PD-IDP);
- Partito Socialista Italiano (in PD-IDP);
- Centristi per l'Europa (in PD-IDP);
- Democrazia Solidale (in PD-IDP);
- Volt Italia (in PD-IDP);
- Movimento Repubblicani Europei (in PD-IDP);
- Emilia-Romagna Coraggiosa (in PD-IDP);
- Base Italia (in PD-IDP);
- Green Italia (in PD-IDP);
- ÈViva (in PD-IDP);
- Per la Puglia (in PD-IDP);
- Con Emiliano (in PD-IDP);
- Europa Verde (in AVS);
- Sinistra Italiana (in AVS);
- Possibile (in AVS);
- Verdi del Sudtirolo/Alto Adige (in AVS);
- Partito Progressista (in AVS);
- Team K (in +E);[18]
- Insieme per il futuro (in IC);
- Centro Democratico (in IC);
- PSDI (in IC);
- Union Valdôtaine, Alliance Valdôtaine-VdA Unie e Stella Alpina (nelle liste unitarie della Valle D'Aosta);
- Campobase (nelle liste unitarie senatoriali del Trentino-Alto Adige).

## Risultati elettorali
| Elezione       | Elezione | Voti      | %    | Seggi    |
| -------------- | -------- | --------- | ---- | -------- |
| Politiche 2022 | Camera   | 7 337 975 | 26,1 | 85 / 400 |
| Politiche 2022 | Senato   | 7 161 688 | 26,0 | 44 / 200 |